# Джон Кокрил
Джон Кокрил (на френски: John Cockerill) е белгийски предприемач от английски произход, един от основоположниците на съвременната белгийска промишленост.

## Биография
Джон Кокрил е роден на 3 август 1790 година в английското градче Хаслингдън, северно от Манчестър, в семейството на Уилям Кокрил. Баща му е инженер, който прави опити да създаде свой бизнес в различни части на Европа, докато се установява във Вервие, където през 1802 година се премества и семейството му.
През 1807 година Джон и брат му Чарлз Джеймс започват работа в предприятието на баща си за производство на тъкачни станове, като поемат управлението на фабриката му в Лиеж, а след пенсионирането му през 1813 година оглавяват цялата компания. По това време двамата се женят за сестрите Жан Фредерик и Каролин Пастор.
През 1814 година братя Кокрил купуват бившия дворец на принцовете епископи на Лиеж в Серен, превръщат го в централа на предприятието, а в прилежащите земи започват строителството на нов завод, интегриращ металургично и машиностроително производство. Техен съдружник става самият крал Вилем I. През 1822 година Джон Кокрил изкупува дяловете на брат си, който се оттегля от компанията през следващата година. След Белгийската революция от 1830 година дяловете на Вилем I са придобити от белгийското правителство, но през 1835 година Джон Кокрил купува и тях и става единствен собственик на предприятието. По това време заводите произвеждат тъкачни станове, стомана, парни машини, а през 1835 година от тях излиза и първият белгийски локомотив.}
През 1838-1839 година засилващото се политическо напрежение между Белгия и Нидерландия предизвиква банкова паника, която довежда до фалита на „Джон Кокрил и Сие“. Малко по-късно Кокрил заминава за Русия в търсене на инвеститори, но по обратния път заболява от коремен тиф и умира на 19 юни 1840 година във Варшава, без да остави наследници.

## Наследство
Въпреки фалита си, Джон Кокрил е запомнен като хуманен работодател и основоположник на белгийската промишленост. През 1867 година тялото му е пренесено в Серен, а малко по-късно на градския площад е издигнат паметник в негова чест.
Основаното от Кокрил предприятие продължава да съществува и да използва името му и след неговата смърт. След няколко трансформации металургичните заводи, които в края на XX век са част от групата Кокрил-Самбр, са погълнати през 1998 година от Юзинор, а днес са подразделение на АрселорМитал. Част от машиностроителните заводи продължават да функционират под името „Кокрил Ментенанс & Енжениери“.